# Касимовське ханство
Касимовське ханство або Касимовське царство (тат. Касыйм ханлыгы, Касыйм патшалыгы, قاسم خانليغى) — татарське державне утворення (ханство), яке існувало з 1452 до 1681, на теренах сучасної Рязанської області Росії, зі столицею Касимов, у середній течії Оки. Було створено на землях, які Василь II віддав у володарювання казанському царевичу, хану Касиму (сину першого Казанського хана Улу-Мухаммеда). Було васалом Московського великого князівства та Московського царства. Проте Московське царство сплачувало данину («выход») Касимовському ханству протягом всієї першої половини XVI століття.

## Історія

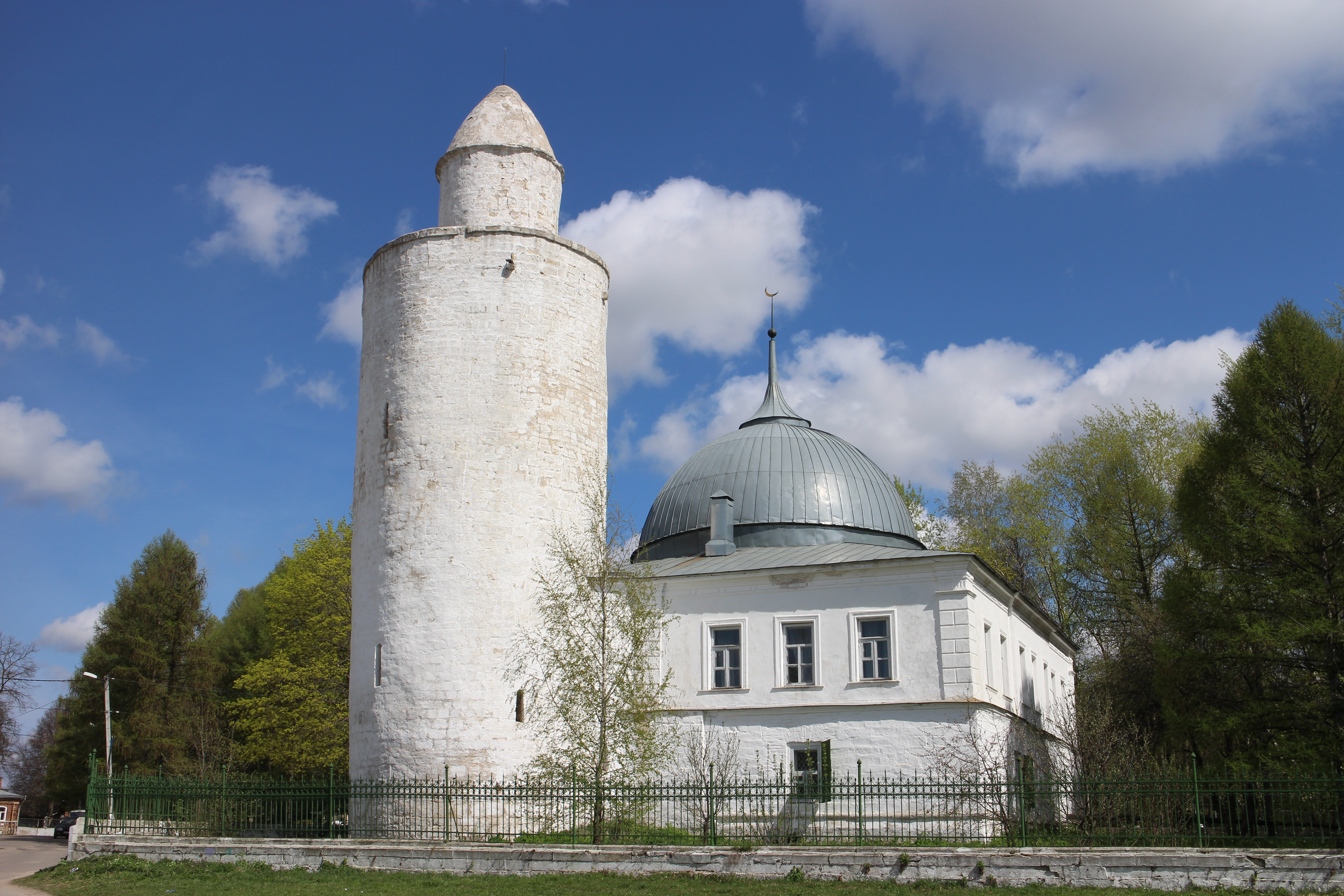
Ханська мечеть в місті Касимов

Місцеве населення було фінськими племенами мещера, мурома, мордва. Земля була під впливом Київської держави Русь та Волзької Булгарії. Місцеві племена сплачували данину руським князям. Пізніше, область під владою Володимиро-Суздальського князівства.
У 1152, князь Владимирський Юрій Довгорукий заснував Городець-Мещорський. Після Татаро-монгольської навали, територія у складі Золотої Орди і заселяється тюркськими поселенцями, більшість з них сповідувало іслам. Напівнезалежне князівство Міщарський юрт заснував золотоординець Мухаммед Шірін-бег. З 1393 область під владою московських князів. Після Суздальської битви 1445 року Улуг-Мухаммед вимагав повернути ці землі татарам.
За іншими даними (наприклад, згідно з М. Г. Худяковим), Касим отримав місто та ханство не за послуги, а як умова кабального договору, нав'язаного Москві Улуг-Мухаммед ханом після того, як Василь II потрапив в полон до казанців в околицях Суздаля. Столицю та державу перейменували після нього. За іншою версією, Касим підкорився Московії і отримав цю землю, щоб створити буферну державу між Великим князівством Московським і Казанським ханством. Проте, ханство було васалом Московії. Із самого початку, касимовські хани управляли територією ханства, але зовнішньою політикою керувала Москва.
Касимовські хани та султани з їх військами брали участь в усіх набігах московитів на Казань (1467-1469 1487 1552). Хан Шах-Алі (1515-1567) був коронований 3 рази, за допомогою Московії.
З посилення Московського великого князівства, Касимовське ханство втрачало роль «буферної держави», яка захищала Московію з півдня. З втратою цього значення змінюється й положення касимовських володарів, вони втрачають деякі зі своїх привілеїв, якими вони володіли на ранньому етапі існування ханства. Вони все ще продовжували користуватися значною часткою самостійності, особливо в справах внутрішнього управління ханством, якими вони володіли на ранньому етапі існування ханства.
Після того, як була захоплена Казань, самоврядування ханів було відмінене, ханством вже керували московські воєводи. Проте, хани усе ще правили. Один з ханів, Симеон Бекбулатович, прямий нащадок Чингіз-хана, був похрещений і проголошений Великим Князем Москви 1574 та вінчався на Московське царство. За володарювання Сеїд-Бурхана (1627-1679) Московія випустила наказ про навернення до християнства. Беки, що мали статус, рівний боярському, прирівнювалися до дворян. Цей наказ спровокував повстання татар у 1656. Після смерті ханші Фатіми Султан у 1681, царство було анексоване.

## Хани (Чингізиди)

### Казанська гілка
- Касим (1452—1469)
- Якуб (1469—1471)
- Даніяр (1471—1486)

### Кримська гілка
- Нур-Девлет (1486—1498)
- Сатилган (1498—1508)
- Янай (1508—1512)

### Казанська гілка
- Шейх-Авліяр  (1512—1516)
- Шах-Алі (1516—1519) вперше
- Джан Алі (1519—1535)
- Шах-Алі (1535—1567) вдруге
- Сайн-Булат (1567—1573)
- Мустафа-Алі (1573—1583)
- у складі Московського царства (1583—1600)
- Урус Мухаммед (1600—1610)
- у складі Московського царства (1610—1614)

### Сибірська гілка
- Арслан ібн Алі (1614—1627)
- Сеїд-Бурхан (1627—1679)
- Фатіма-султан (1679—1681)

## Населення

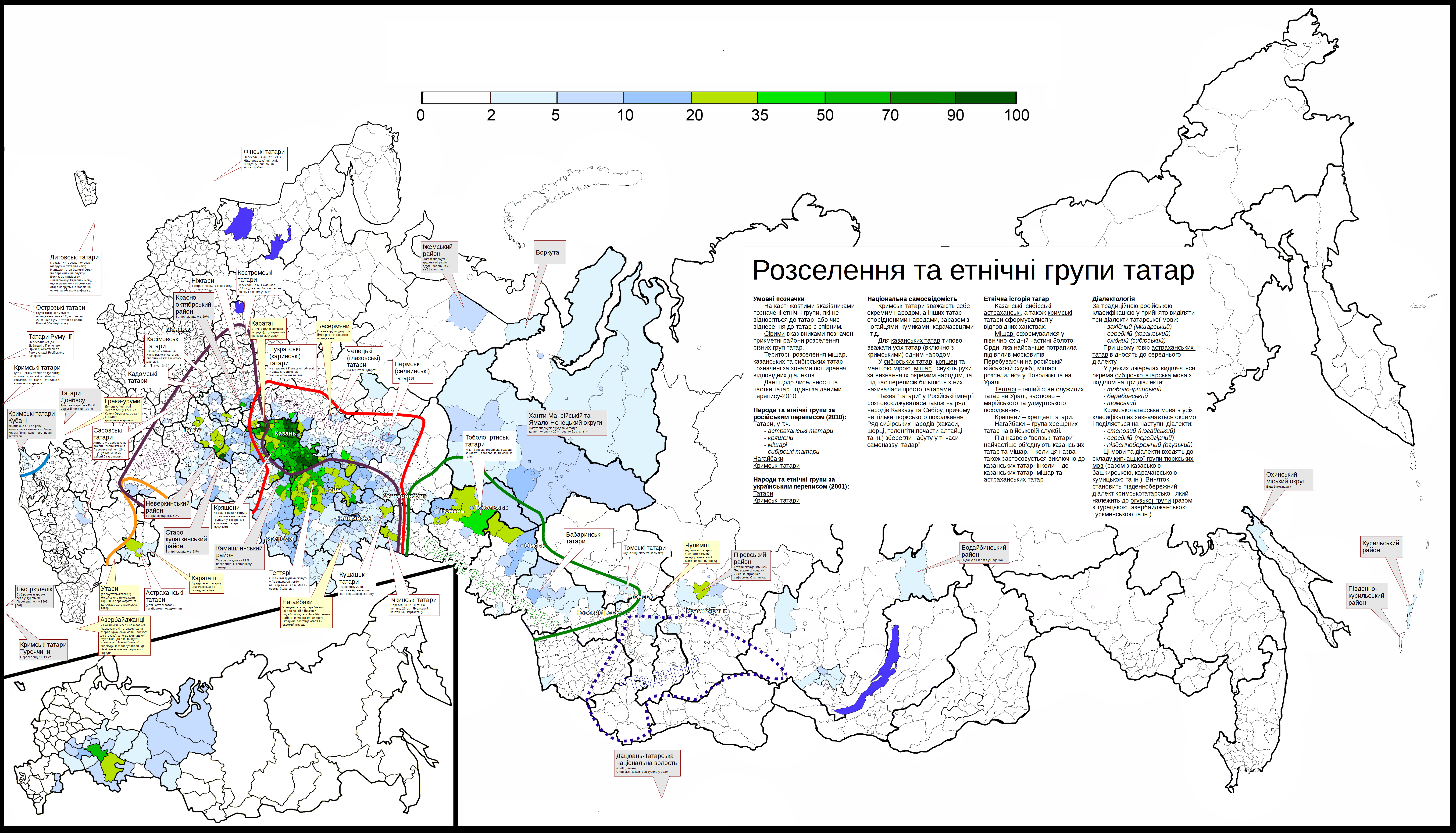
Касимовські татари на карті розселення татар у Росії

За часів ханства населення складалось з татар-міщар (нащадки найдавнішого тюркського населення), касимовських татар, ерзі, та асимільованих мішарами мещери, мері і муроми. Деякі казанські татари переселилися до касимовського ханства, і отримали назву касимовських татар. Більшість касимовських татар служили в палаці ханів чи у війську. Ця група була асимільована мішарами, але близько 1,000 касимовських татар все ще живуть в місті Касимов.
До знаті належали такі родини як Мангіти (Manğıt), Аргіни (Arğın), Джалаїри (Cälair), Кіпчаки (Qıpçaq). Московський уряд призначав ханів з правлячих родин Казанського ханства, Кримського ханства, Сибірського ханства.